# Mary Watson Whitney

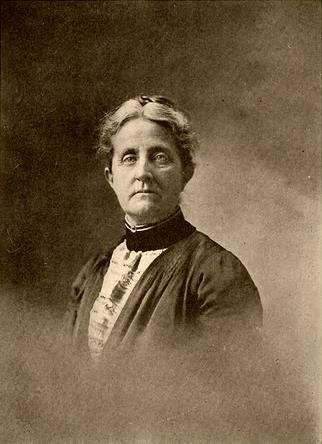
Mary Watson Whitney

Mary Watson Whitney (* 11. September 1847 in Waltham, Massachusetts; † 20. Januar 1921 ebenda) war eine US-amerikanische Astronomin.

## Leben
Mary Whitney wurde 1847 in Waltham geboren und besuchte dort die öffentliche High School (Sekundarschule). 1863 schloss sie diese ab und trat in das Vassar College ein, wo sie ab 1865 Aufbaukurse besuchte. Sie wurde schnell durch die Astronomin Maria Mitchell beeinflusst.
Nach ihrem Abschluss 1868 ging Whitney nach Waltham zurück, kümmerte sich um ihre verwitwete Mutter und unterrichtete an der Schule von Auburndale, Massachusetts.
Im Jahr 1869 reiste sie nach Burlington, Iowa, um die Sonnenfinsternis mit ihrem dafür speziell gebauten Alvan-Clark-Teleskop zu beobachten.
Von 1869 bis 1870 besuchte sie die Vorlesung von Benjamin Peirce über Quaternionen in Harvard und hörte bei ihm privat über Himmelsmechanik. 1872 erhielt sie in Vassar den Master-Grad, von 1873 bis 1876 studierte sie an der ETH Zürich.
Von 1876 bis 1881 lehrte sie an der Waltham High School, bevor sie nach Vassar zurückging, um Maria Mitchells Assistentin zu werden. 1888 folgte sie Mitchell auf ihrer Professur und dem Direktorenposten des Observatoriums in Vassar.
Whitney galt als sehr gute und effektive Lehrerin. Da sie eindrucksvoll bewiesen hatte, dass sie große Leistungen in Forschung und Lehre vollbrachte, konnte sie ein groß angelegtes Forschungsprogramm in Vassar durchsetzen. Es befasste sich vor allem mit Doppelsternen, Veränderlichen, Asteroiden, Kometen und der Verbesserung von Präzisionsmessungen auf Fotoplatten. Ihre Schüler fanden Anstellungen überall in den USA.
1899 wurde Witney in die American Astronomical Society aufgenommen.
Aus gesundheitlichen Gründen zog sie sich 1910 aus Vassar zurück, 1921 starb sie. Ihre Nachfolgerin als Professorin und Direktorin des Vassar College Observatory wurde ihre frühere Schülerin und Assistentin Caroline Ellen Furness.